# 泉文
泉文（泉文、1978年 - ）は、日本の華道家。茨城県東海村出身。A型。

## 略歴
1978年茨城県東海村生まれ。原子力安全研究者の父と 白百合女子学園の教員を務めていた母の間に生まれる。祖父は中島飛行機にて多くの飛行機を設計した三竹忍。
5歳の時に父親の仕事の関係で、アメリカ合衆国アイダホ州アイダホフォールズという小さな街で約3年を過ごす。イエローストーン国立公園の近くで、大自然の中、日本人のいない現地の小学校に通う。
小学2年生の時に帰国。東海村、水戸と転校をして、母親の実家である埼玉県入間市へ。ここでもまた山あり川ありの自然の中に育つ。学校の帰り道に雑草を拾っては、折れた笹竹の筒に草を挿すのが好きだったという。それを自宅の直前の小川に流すのが日課だった。
美術教師の母の影響で、幼い頃から美術館巡りによく連れられていた。モネや岸田劉生は母が特に好きでよく見に行った。
中学、高校は山崎学園富士見中高等学校に通う。山種証券を母体とする学校内には、山種美術館の所蔵する絵画がそこら中に飾ってある環境で過ごす。美術部に入り、油絵やデザイン画を描いていた。補欠入学の中学だったが、卒業時には学校長を獲得した。
高校では英語専門コースに進学。高校進学と同時に華道部に入部。これが花との出会いである。草月流師範理事の川田晴泉に師事。華道部部長も務める。中でも魅了されたのが、草月流がその頃頻繁に個展をやっていた竹のインスタレーションである。大掛かりな舞台装置のような、空間を取り込んだ花であった。
「世界遺産」のモロッコのアラベスク文様に衝撃を受け、建築美術へ興味を持ち始めたのもこの頃である。
大学は早稲田大学第ー文学部に推薦で入学。専攻は美術史学、大学時代も多くの美術館巡りに明け暮れた。卒論のテーマは「花と空間とインスタレーション」
大学2年生の頃、フラワーアーティストの土屋宗良に出会う。彼の主宰する六本木 フラワーショップ ノンノに出入りし始めるのもこの頃である。
一般企業への就職活動もしたが、好きなこと、自分の手で作ることをやりたいと土屋宗良のもとへ弟子入りすることを決意。卒業と共に花屋へ入る。24時間365日花と共に生きる日々を2年過ごし、ブライダル、ディスプレイ、生け込み、広告撮影  フラワーデザインのあらゆる経験を重ねる。
その後、より空間の中で花をいけることを視野に置いて、日中はエクステリアデザインの会社でアルバイトをしながら青山製図専門学校インテリア工学科 夜間部へ2年間通う。24歳の時である。資格取得専門学校とダブルスクールし、2級建築士の資格を取得する。グループ会社の建築確認検査機関、住宅性能評価部での勤務した時期もあった。住宅性能評価員資格も取得。
26歳でフリーランスとして花の仕事を始める。
全国展開チェーンの居酒屋のディスプレイや飲食店のディスプレイで全国を駆け回る日々のスタート。ウェディングでは都内、横浜5店舗のレストランウェディングの専属フラワーコーディネイターとして活動。
30歳で個人事業「はなとくうかん。」にて登録。
都内、横浜、5店舗のレストランウェディングのフラワーコーディネイターとして活動。ヨーロピアンから和、ハワイアン 多岐にわたるフラワーデザインを提案。同時期には全国の飲食店やサロン、オフィスのディスプレイ、デコレーションを手がける。
32歳の時に「株式会社泉文」に改め法人成り。
その後結婚式場三橋の森「ラ・クラリーエール」の装花デザインを担当。ドライフラワーを使ったウェディングを実現したいというプランナーの思いを形にして、素材を超えたドライフラワーの世界観を活かしたブライダル装飾やドライリースブーケのデザインを提案。新しいウェディグシーンの流行を作り出した。
空間やシーンに合わせてブランドイメージやコンセプトがお客様に伝わる植物空間づくりをモットーにしている。次世代のフラワーデザイナー育成スクールや花業界活性化、花需要増大にも熱心で各地でワークショップの開催や企業との植物のあるデザインを提供の活動の幅を広げている。
プライベートでは、2012年結婚。2017年に2児の母となる。
2018年に乳癌発覚。治療中、花や植物が人間の神経や細胞に直接作用する力があることを実体験する。自身も治療中にバラの香りに助けられた体験をもっている。いけばなの自分と向き合う姿勢、内省をみつめ引き上げる力に支えられた。
自らの体験を通じて、花のいきる力を伝えていく 華道家として「いのちをふきこむ花」と題してアートワーク展開や講演を行なっている。

## 主な活動
- 2005年、小田急ロマンスカーポスター撮影　　きょう、ロマンスカーで。冬「「きらり妓」篇。
- 2006年、SHARP　AQUOS　TVCM 花コーディネイト
- 2009年、SHARP　AQUOS　TVCM 花コーディネイト

misaki PHPスペシャル増刊　巻頭ページ 花コーディネイト
- 2011年、Daytona「緑と一緒に住む方法」　自宅取材掲載
- 2015年、小田急ロマンスカーポスター撮影　きょう、ロマンスカーで。秋「大切な人」
- 2016年、別冊天然生活「暮らしのまんなか」vol.27 花と緑のある暮らし取材記事掲載

箱根強羅公園 開園120周年記念新施設センターオブジェ制作
- 2017年、2017 ARGELAN スタイリング

月刊フローリスト「スワッグ特集」「お正月飾り特集」取材記事掲載シネマトゥデイ記事
- 2018年、SALON adam et rope' 東急プラザ銀座店　－年末年始を花と暮らす－ お飾りワークショップ　監修